# Pablo Lacoste
Pablo Martín Lacoste Icardi (Montevideo, 15 gennaio 1988) è un calciatore uruguaiano, difensore dell'Albion.